# سیارک ۲۰۳۴۵
سیارک ۲۰۳۴۵ (به انگلیسی: 20345 Davidvito، نامگذاری:1998HH114) بیست هزار و سیصد و چهل و پنجمین سیارک کشف شده‌است که در ۲۳ آوریل ۱۹۹۸ کشف شد.
قدر مطلق سیارک برابر ۱۷.۰ است.